# Rattlesnake Island (Okanagansee)
Die Rattlesnake Island (englisch für „Klapperschlangen-Insel“) ist eine kleine kanadische Binneninsel im Okanagansee, gegenüber von Peachland. Das Land am Ufer, welches die Insel umgibt, ist ein Teil des Okanagan-Gebirgsparks.
Rattlesnake Island gilt als Heimat des legendären Fabeltiers Ogopogo und hieß deshalb auch bis in die Mitte der 1950er „Ogopogo Island“. In den 1990er Jahren war die Insel im Begriff, zur Touristenattraktion entwickelt zu werden, und eine Minigolf-Anlage sollte auf ihr errichtet werden, aber dieser Plan wurde später aufgegeben.